# Émetteur de Roc'h Trédudon
L'émetteur de Roc'h Trédudon est un pylône de transmission TDF située à Plounéour-Ménez dans la région de Brest, dans le Finistère en Bretagne. Il dessert pour l'émission de la télévision hertzienne la majeure partie du Finistère et une partie des Côtes-d'Armor, dans les zones en « co-visibilité ».

## Présentation

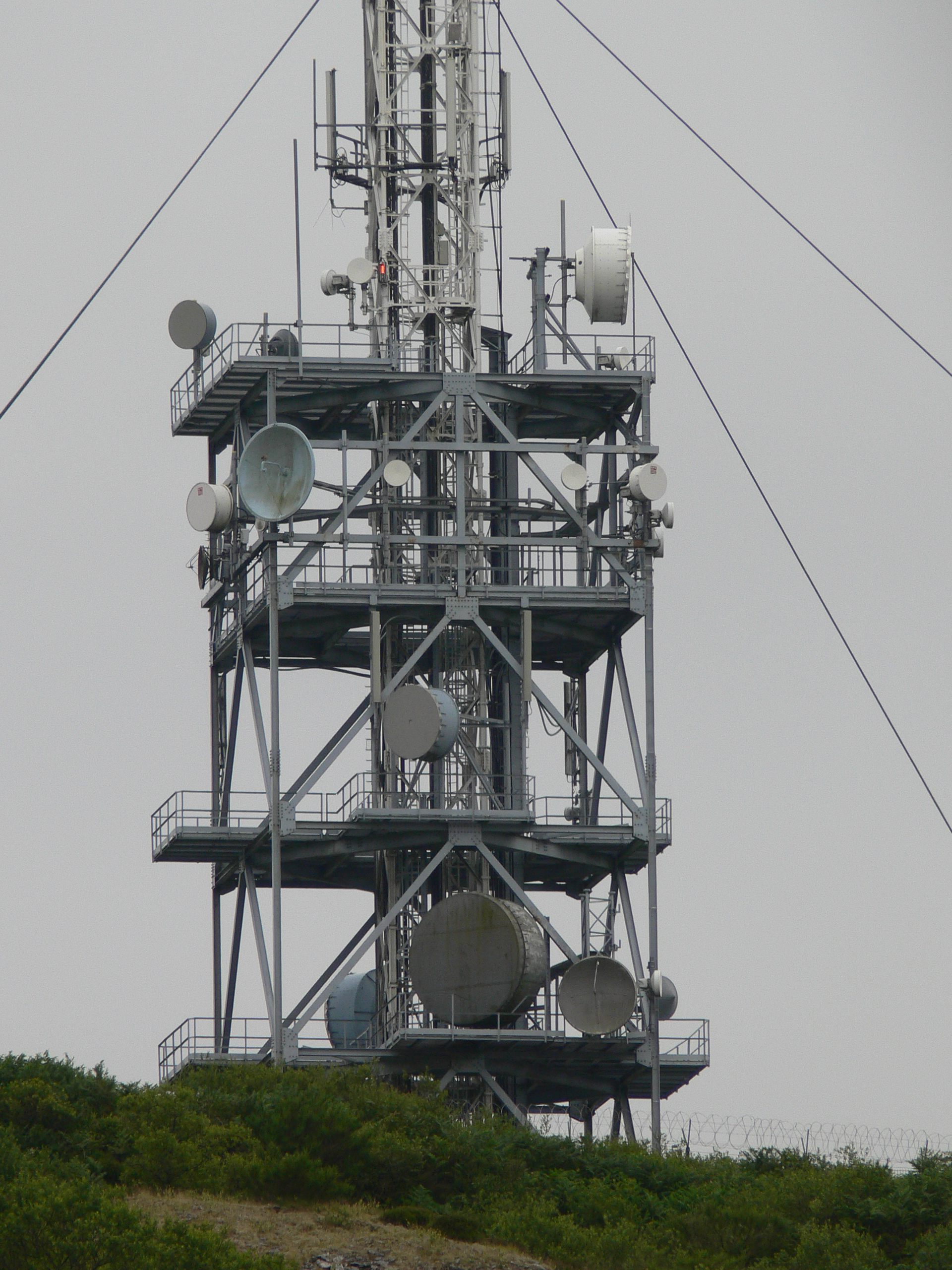
Partie basse du pylône de l'émetteur de Roc'h Trédudon.

On y accole parfois le nom de Brest (Brest-Roc'h Trédudon), pourtant située à plus de 40 km, car c'est le siège des émissions locales de France 3 Bretagne (décrochage « Iroise »). En raison de son altitude et du fait de l'absence d'obstacle sur la surface de la mer, cet émetteur est aussi reçu dans une partie du Sud-Ouest de l'Angleterre. Le sommet de la tour se trouve à 603 mètres d'altitude. C'est le point le plus élevé de toute la Bretagne.
- Altitude du site : 360 m
- Hauteur du pylône : 225 m
- Types d'émission : FM, TV numérique

En 1969, deux mâts de télécommunication furent construits.
Les anciens employés étaient logés dans la Cité T.D.F avant son abandon en 1997.

## Attentat de 1974
Le 14 février 1974, un attentat détruisit un des deux mâts privant une partie de l'ouest de la Bretagne de la réception des émissions de télévision et de radio, pendant quelques semaines. Le sous-directeur du centre, Pierre Péron, en fut une victime collatérale, ayant succombé à une crise cardiaque. La construction d’un nouveau pylône prit un an.
Cet attentat, revendiqué par le FLB-ARB fut l’objet de nombreuses polémiques. Une rumeur l'a même attribué à l'armée française qui faisait des manœuvres dans la presqu'île de Crozon. Certaines sources parlent de commandos marines. Des inscriptions « FLB-ARB » et « Evit ar Brezhoneg » (pour la langue bretonne) sont retrouvées sur place et la revendication au nom de l’organisation sera faite par Yann Goulet.

## RadioFM
Le site de diffusion émet les radios publiques à destination du Finistère, de l'Ouest des Côtes-d'Armor et du Morbihan :
| Fréquence | Radio                   | Puissance (PAR) | RDS (PS) |
| --------- | ----------------------- | --------------- | -------- |
| 89.4      | France Musique          | 158 kW          | _MUSIQUE |
| 93.0      | France Bleu Breizh Izel | 158 kW          | BLEU-BZH |
| 95.4      | France Inter            | 158 kW          | __INTER_ |
| 97.8      | France Culture          | 158 kW          | _CULTURE |

## Télévision

### Diffusion analogique
Dans le cadre de la concession de La Cinq signée le 18 janvier 1986 le démarrage de la diffusion a été effectif le 15 décembre 1986 avec une puissance de 25 kW sur le canal 34 comme sur celui de Saint-Pern.
Cet accord est repris dans l'autorisation attribuée à Hersant puis Berlusconi le 27 février 1987 et débutant le 1er mars.
La CNCL autorise l'augmentation de la puissance de diffusion à 100 kW en juillet 1987.
En découle l'arrivée sur le reémetteur du lycée Brizeux à Quimper le 15 décembre sur le canal 40 avec une puissance de 70 W.
Quant à TV6 cet émetteur a été simplement évoqué dans le réseau multi ville dans la concession du 21 février 1986, de même que dans l'autorisation accordée à M6 le 27 février 1987, dans laquelle la diffusion devait commencer avant le 31 mars 1990.
C'est seulement le 31 décembre 1987 que la 6e chaine a commencé à émettre sur le canal 60 avec une puissance de 100 kW ainsi que le réémetteur du lycée Brizeux à Quimper sur le canal 43 avec une puissance de 70 W.
Les émissions analogiques ont pris fin peu après minuit dans la nuit du 7 au 8 juin 2010.
Les émetteurs étaient distribués de la manière suivante :
| Chaîne                                        | Canal | Puissance (PAR) | Gamme d'ondes |
| --------------------------------------------- | ----- | --------------- | ------------- |
| TF1                                           | 27H   | 703 kW          | UHF           |
| France 2                                      | 21H   | 703 kW          | UHF           |
| France 3 Iroise                               | 24H   | 703 kW          | UHF           |
| Canal+                                        | 10H   | 230 kW          | VHF           |
| France 5 (de 3 h à 19 h) Arte (de 19 h à 3 h) | 34H   | 100 kW          | UHF           |
| M6                                            | 60H   | 100 kW          | UHF           |

Source : Liste des anciens émetteurs de télévision sur tvignaud.pagesperso-orange.fr (fichier PDF)

### Diffusion numérique
| Multiplex                                                                    | Canal | Puissance (PAR) | Diffuseur |
| ---------------------------------------------------------------------------- | ----- | --------------- | --------- |
| R1 : France 2, France 3 Iroise, France 4, France Info et Tébéo               | 43H   | 191 kW          | Towercast |
| R2 : C8, BFM TV, CNews, CStar et Gulli                                       | 35H   | 151 kW          | TDF       |
| R3 : Canal+, LCI, Paris Première, Canal+ Sport, Canal+ Cinéma(s) et Planète+ | 30H   | 138 kW          | TDF       |
| R4 : France 5, M6, Arte, W9 et 6ter                                          | 39H   | 141 kW          | Towercast |
| R6 : TF1, TMC, TFX, NRJ 12 et LCP                                            | 34H   | 145 kW          | Towercast |
| R7 : TF1 Séries Films, L'Équipe, RMC Story, RMC Découverte et Chérie 25      | 46H   | 100 kW          | Towercast |
| R9 : France 2 UHD                                                            | 31H   | 2,8 kW          | TDF       |

Source : Émetteurs TNT du Finistère sur le forum de tvnt.net

## Téléphonie mobile
| Opérateur        | 2G  | 3G  | 4G  | 5G  | FH  |
| ---------------- | --- | --- | --- | --- | --- |
| Orange           | Oui | Oui | Oui | Non | Non |
| SFR              | Oui | Oui | Oui | Non | Oui |
| Bouygues Telecom | Oui | Oui | Oui | Non | Oui |
| Free             | Non | Oui | Oui | Oui | Oui |

Source : cartoradio.fr

## Autres réseaux

### Faisceau hertzien
TDF, SFR, le service fixe d'Orange et Axione transmettent et reçoivent des données par le biais du site de diffusion du Roc'h Trédudon via ce type de communication.

### Radiomessagerie
L'opérateur E*Message utilise les ondes RMU et POCSAG via le site de diffusion du Roc'h Trédudon.

### Boucle locale radio(BLR)
IFW est présent sur ce site de diffusion en transmettant et recevant des ondes de 3 GHz. Axione utilise aussi une boucle locale radio de 3 GHz.
Source : cartoradio.fr